# Municipio de Taylorville
El municipio de Taylorville (en inglés: Taylorville Township) es un municipio ubicado en el condado de Christian en el estado estadounidense de Illinois. En el año 2010 tenía una población de 12483 habitantes y una densidad poblacional de 112,46 personas por km².

## Geografía
El municipio de Taylorville se encuentra ubicado en las coordenadas 39°34′10″N 89°18′58″O / 39.56944, -89.31611. Según la Oficina del Censo de los Estados Unidos, el municipio tiene una superficie total de 111 km², de la cual 110.24 km² corresponden a tierra firme y (0.69%) 0.77 km² es agua.

## Demografía
Según el censo de 2010, había 12483 personas residiendo en el municipio de Taylorville. La densidad de población era de 112,46 hab./km². De los 12483 habitantes, el municipio de Taylorville estaba compuesto por el 96.73% blancos, el 0.8% eran afroamericanos, el 0.2% eran amerindios, el 0.54% eran asiáticos, el 0.06% eran isleños del Pacífico, el 0.43% eran de otras razas y el 1.24% pertenecían a dos o más razas. Del total de la población el 1.59% eran hispanos o latinos de cualquier raza.